# Göringen
Göringen ist ein Stadtteil der Stadt Eisenach im Wartburgkreis in Thüringen. Von 1973 bis 1994 bildete Göringen gemeinsam mit dem kleineren Nachbarort Wartha die Gemeinde Wartha-Göringen. 

## Geographie
Göringen befindet sich etwa 12 km (Luftlinie) westlich von Eisenach am rechten Ufer der Werra, die Ortslage liegt zwischen 200 und 220 m Höhe über Meeresspiegel, unmittelbar an der Landesgrenze zu Hessen. Naturräumlich liegt Göringen im mittleren Werratal am südwestlichen Rand des Thüringer Waldes. Durch den Ort fließt das Gewässer Kentelsgraben und mündet in die Werra. Göringen grenzt an die Eisenacher Stadtteile Wartha im Nordosten und Neuenhof im Osten und Süden, an die Orte Lauchröden (Gemeinde Gerstungen, Wartburgkreis) im Westen sowie Herleshausen (Werra-Meißner-Kreis/Hessen) im Nordwesten.
Der höchste Punkt der Gemarkung befindet sich auf dem Göringer Stein (317 m).
Die geographische Höhe des Ortes beträgt 204 m ü. NN, die Gesamtfläche der Gemarkung beträgt 2,68 km².

## Geschichte

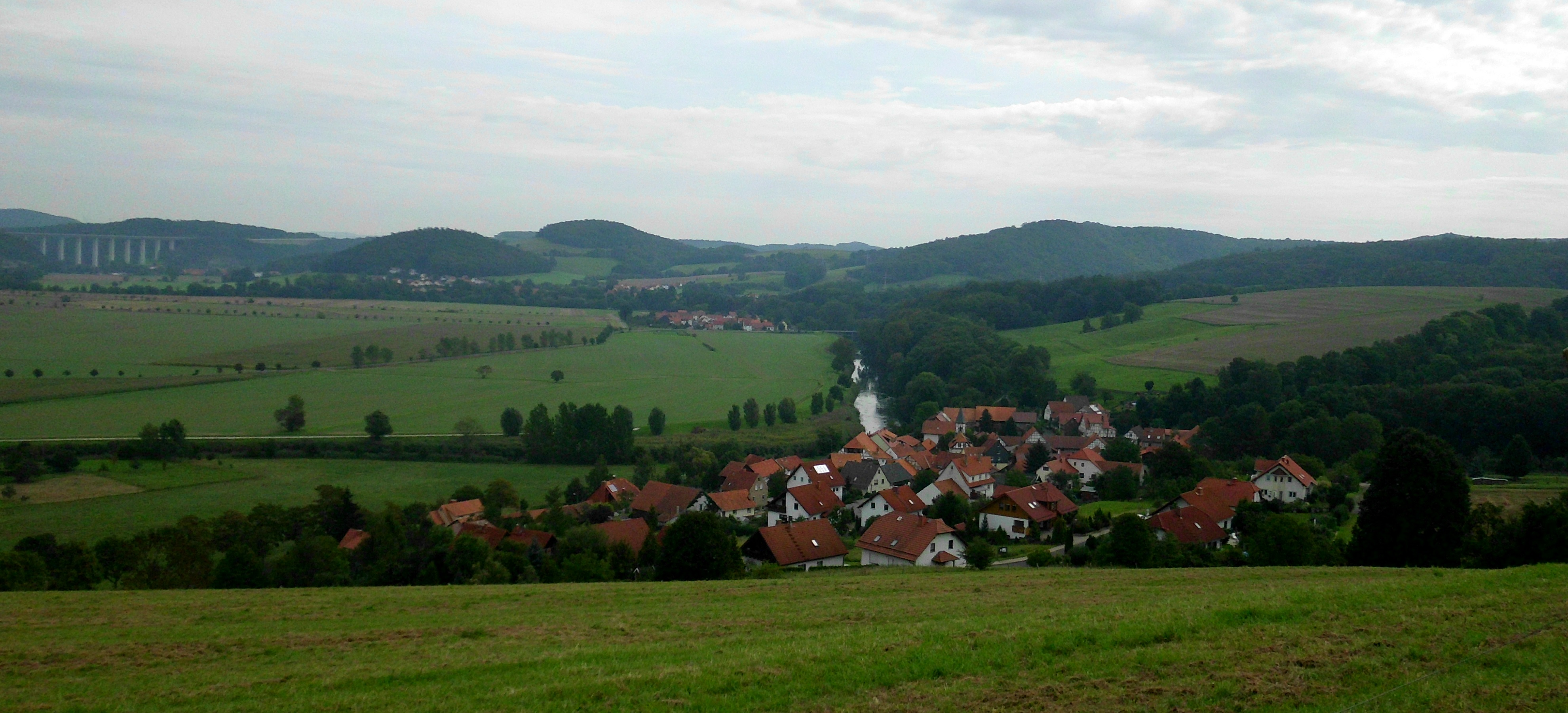
Ortsansicht von Südwesten, im Hintergrund Wartha und Neuenhof

Die als „Gehrungen“ oder „Geruvienstein“ bezeichnete Siedlung entstand in geschützter Lage am Werraufer zu Füßen des Göringer Steins.
Bereits in der Karolingerzeit bildete dieser schroff zum Ufer abfallende Berg eine Grenzmarkierung – hier stießen mit Lupnitzgau, Ringgau und Gerstengau drei fränkische Gaugrafschaften aufeinander.
Im Mittelalter diente das Dorf zur Versorgung der nahen Brandenburg und wurde durch diese geschützt. Den ältesten belegbaren Baubefund am Platz der heutigen Kirche im Ortszentrum datiert man dendrochronologisch auf die Zeit 1058–1072, das älteste gefundene Mauerwerk 1180–1240. Im 15. Jahrhundert wurde die Kirche renoviert oder umgebaut, im Inneren wurde eine Bilderserie mit religiösen Motiven auf dem Verputz aufgemalt, nach dem Bildersturm im 16. Jahrhundert wurden diese Fresken übertüncht. Der Ort war im Besitz der Herren von Herda und von Reckrodt, die auch in den Nachbarorten ansässig waren.
Der Fund von Kupfererz am Nordhang des Göringer Steins ermöglichte die Anlage eines Bergbauschachtes. Das gewonnene Erz wurde wohl in der nahen Neuenhofer Schmelzhütte verarbeitet. Erst um 1840 wurden die heutigen ufernahen Ortsverbindungsstraßen nach Neuenhof und Lauchröden hergestellt, zuvor musste man stets beträchtliche Umwege oder die nicht ungefährliche Durchquerung der Werra in Kauf nehmen. Im Jahre 1870 zählte man 30 Wohnhäuser und 162 Einwohner.
Am 1. April 1945 beschoss die vorrückende US Army den Ort, viele Gebäude und auch der Kirchturm wurden getroffen. Der Einsatz der Feuerwehr und noch im Dorf verbliebener Bewohner konnte Schlimmeres verhüten.
Mit der deutschen Teilung wurde der Ort durch seine Lage unmittelbar an der innerdeutschen Grenze weitgehend von der Außenwelt isoliert. Mindestens ein Mensch wurde von den Grenztruppen der DDR 1964 bei der Flucht aus der DDR im Grenzgebiet bei Wartha und Göringen erschossen. Das Mundloch des historischen Kupferbergwerkstollens wurde 1961 verschlossen um Fluchtwilligen keine Unterschlupfmöglichkeit zu bieten. An die einstigen Grenzbefestigungsanlagen des DDR-Regimes erinnern das als Fußgängerbrücke genutzte Flusssperrwerk Göringen – 1980/1981 als Sperrwerk im Fluss errichtet – und eine Gedenkplatte am Ortsrand. Ein neben der Brücke erhaltenes Stück Grenzzaun mitsamt DDR-Grenzsäule wurde 2015 entfernt. Am 1. Juni 1973 wurden die Gemeinden Wartha und Göringen zur Gemeinde Wartha-Göringen zusammengeschlossen.
Mit der Verwaltungsreform vom 1. Juli 1994 erfolgte die Eingemeindung von Wartha, Göringen und weiteren Orten nach Eisenach. Die Dorfkirche war 1990 einsturzgefährdet, sie wurde in den 1990er Jahren von der Kirchgemeinde saniert, wobei eine Farbfassung aus der Rokokozeit entdeckt und bei der Erneuerung der Innenausmalung aufgelegt wurde.
Ab 2012 gelang durch Engagement des örtlichen Vereins Landleben e. V. die Umnutzung und Sanierung eines örtlichen Bauerngehöfts zum Dorf- und Gemeinschaftshaus mit dem Ziel der Schaffung und des Erhalts der infrastrukturellen Voraussetzungen für ein funktionierendes Dorfleben.

## Politik
Der Ortsteil hat mit dem Nachbarort Wartha eine gemeinsame Ortsteilverfassung.
Letzter Bürgermeister der Gemeinde Wartha-Göringen war Dieter Stegmann (parteilos). 
Nach der Eingemeindung hatte er von 1994 bis 2004 das Amt des Ortsteilbürgermeisters beider Orte inne. Sein Nachfolger wurde Wolfgang Gebhardt, der das Amt 2010 niederlegte. Bei der nachfolgenden Ortsteilbürgermeisterwahl stand kein Bewerber zur Wahl. Dieter Stegmann erhielt bei der Mehrheitswahl die meisten Stimmen, lehnte das Amt aber ab. Damit war der Ortsteilbürgermeister aus der Mitte des Ortsteilrates zu wählen, der sich für Friedrich Rittweger entschied.
Bei der Wahl am 25. Mai 2014 wurde Dirk Schmietendorf zum Ortsteilbürgermeister beider Orte gewählt.

## Kultur und Sehenswürdigkeiten

### Sehenswürdigkeiten
- Göringer Stein mit Panoramablick
- Dorfkirche Göringen
- Fachwerkhäuser
- Werrabrücke (ehemaliges Flusssperrwerk)

### Veranstaltungen
In den 1930er Jahren und von 1982 bis 1987 wurde im Ort eine Kirmes gefeiert. Diese Tradition wurde 2017 wieder belebt.

## Persönlichkeiten
- Walter Reppe (1892–1969), Chemiker, ein Vertreter der modernen Verfahrenstechnik, er hat die Acetylenchemie wesentlich entwickelt.

## Impressionen

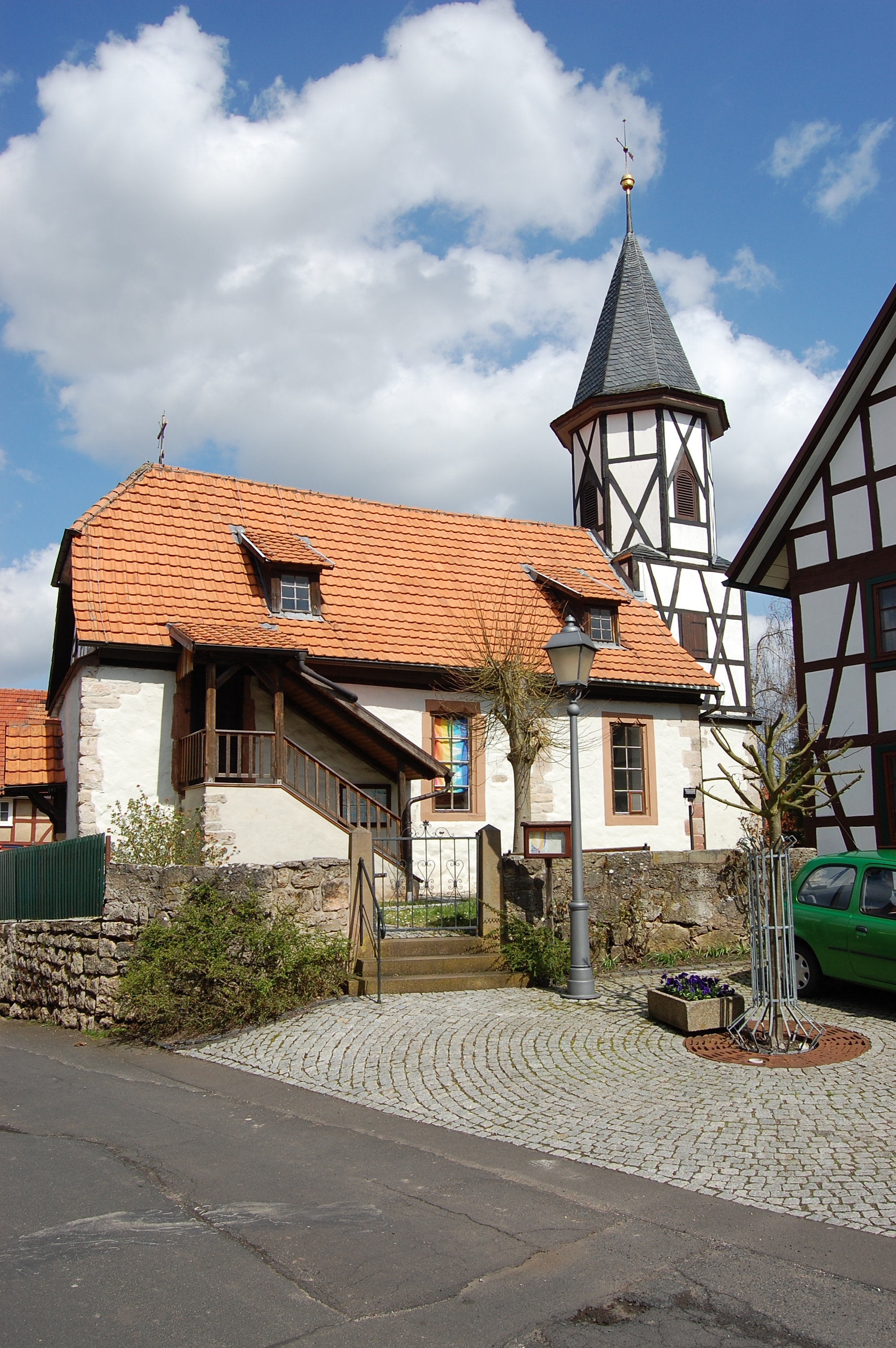
Kirche
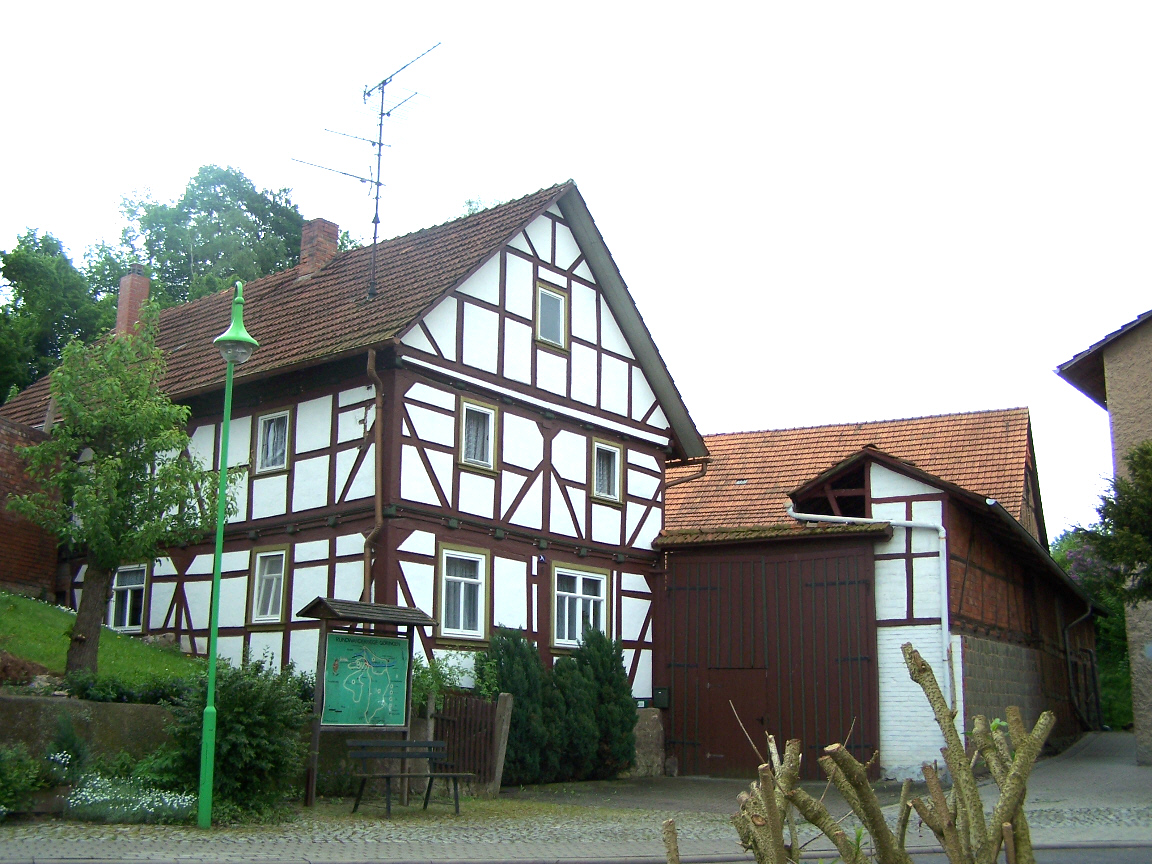
Ortsmitte mit Fachwerkhäusern
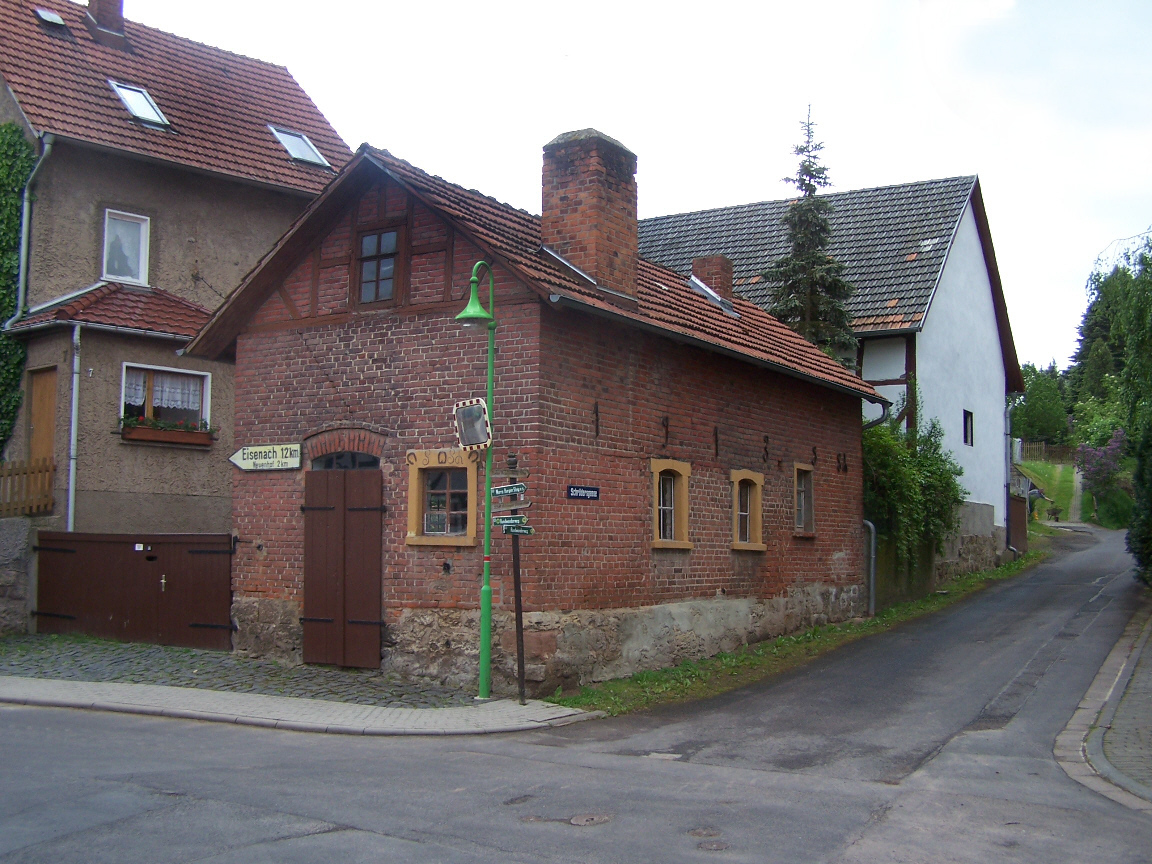
Historische Dorfschmiede von 1913
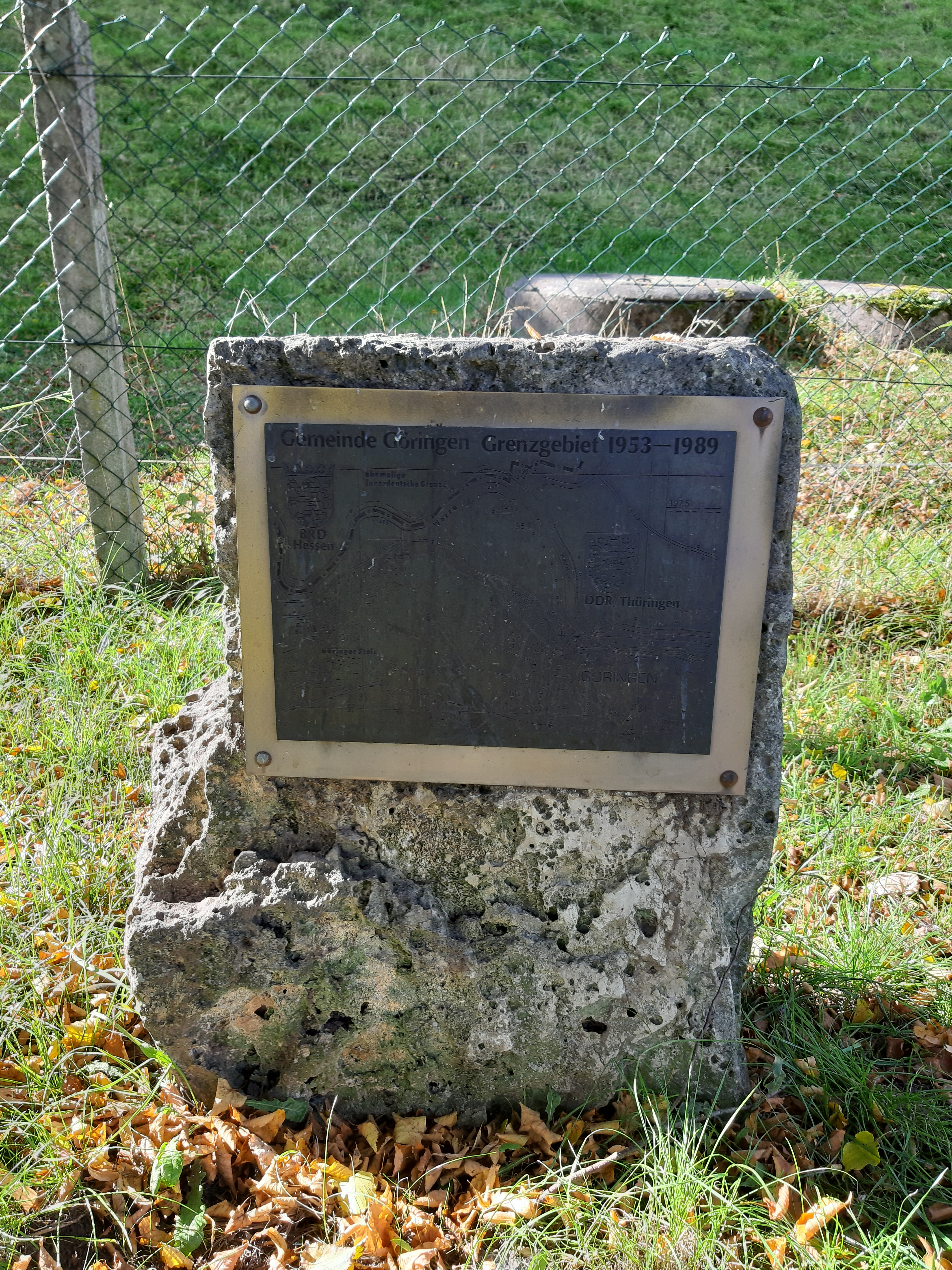
Gedenkstein an die Deutsche Teilung
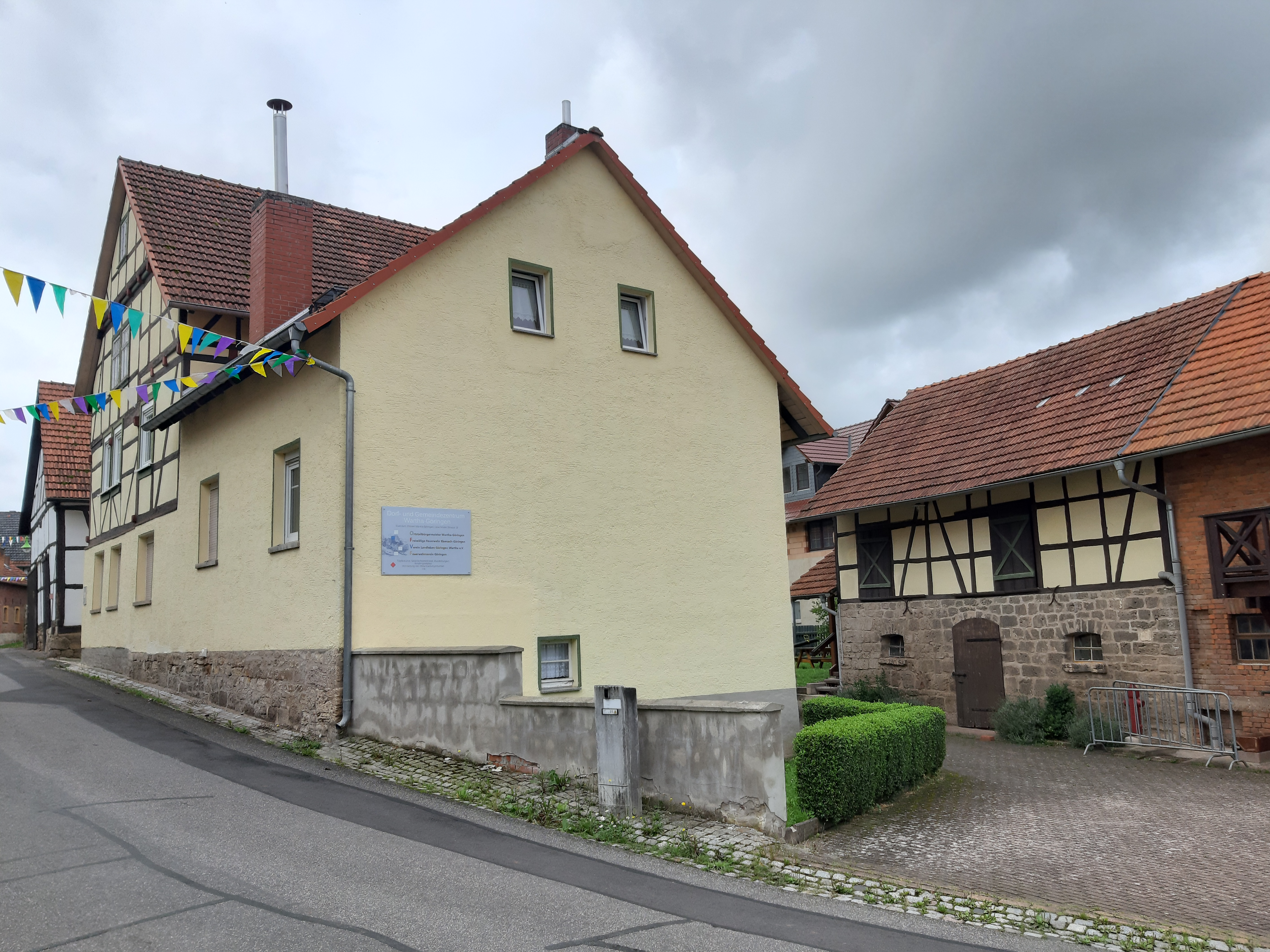
Dorfgemeinschaftshaus

## Verkehr
Durch den Ort führt die Kreisstraße 505 von Eisenach über Lauchröden nach Gerstungen.
Die nächstgelegene Anschlussstelle (Herleshausen) der A 4 befindet sich im drei Kilometer entfernten Herleshausen. Ein Abschnitt der Thüringer Bahn Eisenach – Bebra wartet mit Haltepunkten in Hörschel und Herleshausen auf. Nach Göringen verkehrt werktags die Stadtbus-Linie 2 des Verkehrsunternehmen Wartburgmobil.